# 佐藤美保 (声優)
佐藤 美保（さとう みほ、5月1日 - ）は、日本の舞台女優、声優。福島県出身。以前はオフィスPACに所属していた。

## 出演作品

### 劇場アニメ
- アタゴオルは猫の森
- ブレイブ・ストーリー

### 吹き替え
- アグリー・ベティ
- ウェイバリー通りのウィザードたち
- 気分はぐるぐる
- ギルモア・ガールズ
- クリミナル・マインド FBI行動分析課
- サニー with チャンス（ゾーラ）
  - めっちゃ ソー・ランダム（ゾーラ）
- 爆音家族
- ベートーベン・ウィルス
- 隣人ロジャー（ティミー）

### 舞台
- 時の物置
- パパのデモクラシー
- 法王庁の避妊法